# Årsmodell
Årsmodell är ett begrepp inom motorbranschen. En bil sägs ha en årsmodell, vilken inte nödvändigtvis är densamma som bilens tillverkningsår. Nya årsmodeller lanseras i allmänhet på sommaren/hösten föregående kalenderår. Vissa modeller kan tillverkas redan på våren föregående kalenderår.
Myndigheters krav på bilars miljö- och säkerhetsmässiga prestanda brukar gälla från och med en viss årsmodell.
Ett specialfall är årsmodell 1975B. Många tillverkare lanserade denna årsmodell hösten 1975. Det var bilar som var identiska med 1976 års modell, men som saknade avgasrening, vilken blev obligatorisk i Sverige från och med 1 januari 1976. Av snarlika skäl finns årsmodellen 1988B, som tillverkades hösten 1988 och är likadan som årsmodell 1989, men saknar katalytisk avgasrening som är obligatorisk från och med 1 januari 1989.
Transportstyrelsen använder begreppet fordonsår vilket oftast är samma år som fordonet tillverkades.
Ett fordon kan tillverkas året innan den faktiska årsmodellen.